# Море кохання
«Мо́ре коха́ння» (ісп. Mar del Amor) — мексиканська теленовела виробництва телекомпанії Televisa‎, спродюсована Наталі Лартільє, в головних ролях якої зіграли Сурія Вега, Маріо Сімарро, Маріанна Сеоане, Нінель Конде, Марсело Кордоба та Мануель Ландета.
Права на трансляцію теленовели були закуплені 35 країнами.

## Сюжет
У невеликому містечку на березі моря живе Естрелья, мрійлива дівчина, дуже весела та примхлива. Її узяла до себе на виховання хороша сім'я рибалок, адже дівчина народилася в результаті зґвалтування. Її справжня мати Касільда з'їхала з глузду після пологів і відтоді поневіряється по дорогах. Цього літа два будинки відкривають свої двері. Могутній Гільєрмо повертається в місто зі своїми дочками: інженером Оріаною і скромною Елєною. Також в будинок своїх батьків повертається Віктор Мануель Галіндес. Незважаючи те, що Оріана всіляко намагається привернути увагу Віктора, він закохується в Естрелью, яка відповідає йому і теж закохується в нього, але його життя не так прозоре як її. Він приховує важке минуле.
Дон Гільєрмо найбагатша людина в місті, жорстка і владна. Він звик, що всі роблять так, як хоче він. Він дуже гордиться своєю дочкою Оріаною, яка тільки що отримала диплом інженера, але вона складна дівчина, невихована і егоїстична. Гільєрмо планує побудувати готель в місті і доручає цей проект Оріані. Також він наймає Віктора Мануеля, він теж інженер. Оріана негайно ж закохується у Віктора Мануеля, але він зачарований Естрельєю. Бідна дівчина і привабливий інженер не розраховували, що їх любов натрапить на стільки перешкод не лише через постійні докучання Оріани, але й через те, що Гільєрмо теж закохався в Естрелью й хоче будь-яким способом зробити її своєю жінкою, тому батько і дочка плетуть інтриги, щоб розлучити їх.
У місті ходять чутки, що з'явилася сирена. Вона з'являється ночами і чарує місцевих чоловіків. Одного дня Віктор Мануель рятує в морі красиву і загадкову жінку, яку звуть Марія; а всі в місті думають, що вона і є сирена. Насправді вона не сирена, це звичайна жінка, що втратила розум після того, як Гільєрмо розорив її сім'ю і підпалив їх маєток, щоб спровокувати загибель її батьків і чоловіка. Її всі вважають загиблою, але вона стала жебрачкою. Віктор Мануель зачарований цією жінкою та хоче допомогти їй видужати. Естрелья ревнує його до неї, але він налагоджений рішуче допомогти їй. Він виїжджає з нею в місто, щоб психіатр вилікував її. Гільєрмо і Кораль примушують Естрелью повірити, що Віктор і сирена — коханці, і що вони ніколи не повернуться.
Естрелья виїжджає зі своєю хворою мамою в місто. Там вона знайомиться з Ернаном, знаменитим психіатром, який обіцяє вилікувати її маму. Ернан закохується в Естрелью, і вона погоджується стати його дівчиною, але все ще пам'ятає Віктора…

## У ролях
- Сурія Вега — Естрелья Маріна Брісеньйо
- Маріо Сімарро — Віктор Мануель Галіндес
- Маріанна Сеоане — Оріана Парра-Ібаньєс Брісеньйо
- Еріка Буенфіль — Касільда Брісеньо
- Нінель Конде — Каталіна Міхарес
- Мануель Ландета — Леон Парра-Ібаньєс
- Хуан Феррара — Гільєрмо Брісеньйо
- Ракель Ольмедо — Лус Гарабан
- Норма Еррера — Віолетта
- Марія Сорте — Аврора де Руїс